# Breaza (Suceava megye)
Breaza település Romániában, Bukovinában, Suceava megyében.

## Fekvése
A 175-ös út közelében, Fundu Moldoveitól 12,7 km-re, Pojorâtától 21 km-re fekvő település.

## Leírása
Breazának a 2002 évi népszámlálás adatai szerint 1690 lakosa volt.